# Dediščina živega srebra: Almadén in Idrija
Dediščina živega srebra. Almadén in Idrija je skupna Unescova svetovna dediščina v Almadénu, Kastilija - Manča, Španija, in Idriji, Slovenija. Posestvo obsega dva rudnika živega srebra. V Almadénu so živo srebro pridobivali že od antike, v Idriji pa so ga prvič našli leta 1490.
Najdišča pričajo o medcelinski trgovini z živim srebrom, ki je skozi stoletja ustvarila pomembne izmenjave med Evropo in Ameriko. Obe lokaciji predstavljata dva največja rudnika živega srebra na svetu in sta delovali do nedavnega. Živo srebro je igralo pomembno vlogo pri pridobivanju zlata in srebra iz rud, ki so jih kopali v ameriških rudnikih. Poleg tega obe strani ponazarjata različne industrijske, teritorialne, urbane in družbene elemente specifičnega sociotehničnega sistema v rudarski in kovinski industriji.
V osrčju najdišča Almadén je rudarski park, kjer se lahko javnost spusti pod zemljo. Obstajajo tudi stavbe, povezane z rudarsko zgodovino mesta, vključno z gradom Retamar, rudarsko bolnišnico San Rafael (zdaj arhiv) in bivališči iz 18. stoletja, ki tvorijo šesterokotno areno za bikoborbo.
Na lokaciji v Idriji so predvsem skladišča in infrastruktura rudnika živega srebra ter bivalni prostori rudarjev in rudarsko gledališče.

## Proces nominacije
Idrija je leta 2006 začela postopek za vpis dediščine živega srebra na Unescov seznam dediščine. Sprva je bila nominacija narejena skupaj z rudnikom živega srebra Huancavelica v Peruju, v povezavi z medcelinsko potjo Camino Real. V drugi fazi je bila nominacija osredotočena na dediščino živega srebra v povezavi z rudarjenjem srebra, skupaj z rudnikom San Luis Potosí v Mehiki – vendar nominacija ni zbrala zadostne podpore. Tretja, uspešna faza nominacije se je osredotočila na pridobivanje živega srebra v povezavi s tehnološkimi in industrijskimi procesi, ki so vplivali na gospodarski in kulturni razvoj obeh regij.

## Seznam registriranih spomenikov
Elementi »Dediščine živega srebra« so naslednji:

### Almadén
| Koda        | Ime                                    | Lokacija | Varstveno območje | koordinate                                    |
| ----------- | -------------------------------------- | -------- | ----------------- | --------------------------------------------- |
| 1313rev-001 | Staro mesto Almadén                    | Almadén  | 48,98 ha          | 38°46′31″N 4°50′37″W / 38.775278°N 4.843611°W |
| 1313rev-002 | Stavbe grajskega rudnika               | Almadén  | 0,22 ha           | 38°46′21″N 4°50′23″W / 38.772500°N 4.839722°W |
| 1313rev-003 | Kraljevi zapor za prisilno delo        | Almadén  | 0,11 ha           | 38°46′19″N 4°50′03″W / 38.771806°N 4.834167°W |
| 1313rev-004 | Bolnišnica Real de San Rafael (otroci) | Almadén  | 0,10 ha           | 38°46′22″N 4°49′53″W / 38.772778°N 4.831389°W |
| 1313rev-005 | Bikoborska arena                       | Almadén  | 0,25 ha           | 38°46′30″N 4°49′47″W / 38.775091°N 4.829682°W |

### Idrija
| Koda        | Ime                                                     | Lokacija | Območje zavarovanja | koordinate                                      |
| ----------- | ------------------------------------------------------- | -------- | ------------------- | ----------------------------------------------- |
| 1313rev-006 | Staro mestno jedro Idrije                               | Idrija   | 47,33 ha            | 46°00′02″N 14°01′19″E / 46.000612°N 14.022061°E |
| 1313rev-007 | Topilnica                                               | Idrija   | 0,60 ha             | 46°00′25″N 14°01′52″E / 46.006944°N 14.031111°E |
| 1313rev-008 | Črpalka Kamšt z vodnim kanalom in rezervoarjem (Kobila) | Idrija   | 1,61 ha             | 45°59′56″N 14°01′51″E / 45.998889°N 14.030833°E |
| 1313rev-009 | Rezervoar za vodo                                       | Idrija   | 0,71 ha             | 46°01′04″N 13°56′22″E / 46.017778°N 13.939444°E |
| 1313rev-010 | Klavže na Idrijci                                       | Idrija   | 1,21 ha             | 46°00′10″N 13°55′12″E / 46.002778°N 13.920000°E |
| 1313rev-011 | Putrihove klavže na reki Belci                          | Idrija   | 0,49 ha             | 45°58′34″N 13°56′01″E / 45.976111°N 13.933611°E |
| 1313rev-012 | Brusove klavže na reki Belci                            | Idrija   | 2,49 ha             | 45°58′13″N 13°57′08″E / 45.970278°N 13.952222°E |

- Notranjost Almadénskega rudnika
- Bustamantejeva peč iz rudnikov Almadén
- Ogrodje rudnikov Almadén
- Kamšt v Idriji